# Gewone smalvoetbuidelmuis
De gewone smalvoetbuidelmuis (Sminthopsis murina) is een roofbuideldier uit het geslacht van de smalvoetbuidelmuizen. De wetenschappelijke naam van de soort werd voor het eerst geldig gepubliceerd door George Robert Waterhouse in 1838.

## Kenmerken
De bovenkant van het lichaam is grijs, de onderkant wit. De oren zijn groot en rond en de staart is ongeveer even lang als de kop-romp. De kop-romplengte bedraagt 65 tot 100 mm, de staartlengte 68 tot 90 mm en het gewicht 12 tot 28 g.

## Leefwijze
De gewone smalvoetbuidelmuis leeft op de grond, is 's nachts actief en eet voornamelijk geleedpotigen. De paartijd is van augustus tot maart. Na een draagtijd van slechts 12 dagen worden 8 tot 10 jongen geboren, die na 65 dagen gespeend worden en na 150 dagen onafhankelijk zijn.

## Voorkomen
De soort komt voor in Australië van de Sunshine Coast (Queensland) tot het Fleurieuschiereiland (Zuid-Australië) en Sydney (New South Wales), met een andere populatie (de ondersoort tatei Troughton, 1964) in de Atherton Tablelands van Noordoost-Queensland. Alleen in het noorden van zijn verspreiding is deze soort algemeen; in het zuiden is hij zeldzaam.
Sminthopsis aitkeni · Sminthopsis archeri · Sminthopsis bindi · Sminthopsis boullangerensis · Sminthopsis butleri · Dikstaartsmalvoetbuidelmuis (Sminthopsis crassicaudata) · Sminthopsis dolichura · Sminthopsis douglasi · Sminthopsis froggatti · Sminthopsis fuliginosus · Sminthopsis gilberti · Sminthopsis granulipes · Sminthopsis griseoventer · Sminthopsis hirtipes · Sminthopsis leucopus · Sminthopsis macroura · Gewone smalvoetbuidelmuis (Sminthopsis murina) · Sminthopsis ooldea · Sminthopsis psammophila · Sminthopsis stalkeri · Sminthopsis virginiae · Sminthopsis youngsoni